# Аведикова Єлизавета Андріївна
Єлизаве́та Андрі́ївна Аведикова (Аведикова-Потоцька) (* 15 (3) квітня 1878, Єлисаветград — † 26 березня 1968, Дніпропетровськ) — українська акторка, 1948 — заслужена артистка УРСР.

## Життєпис
1895 року дебютувала у Крюкові (нині в межах Кременчука).
Виступала в трупі О. Суходольського, Першому трудколективі українських артистів ім. Т. Шевченка — на Донбасі, 1922—1930.
По тому — в 1930—1933 — у Лівобережній українській драмі (Миколаїв), 1944—1947 — Артемівському муздрамтеатрі, 1947—1949 — Херсонському, 1949—1952 — Дніпродзержинському драматичних театрах.
Виконувала головні ролі українського класичного репертуару, з них:
- Ганна — «Безталанна» І. Карпенка-Карого,
- Вустя — «Ой, не ходи, Грицю, та й на вечорниці» М. Старицького,
- також Марії Тарасівни — «Платон Кречет» О. Корнійчука.

Дружина Овдія Аведикова, мати Петра Аведикова і Віктора Аведикова (Потоцького) (заслужених артистів УРСР), бабуся Тетяни Авдієнко.

## Джерело
- Українці у світі
- Реєстр імен Українського біографічного словника. — К.: Бібліотека ім. В. І. Вернадського, 2008. — с. 4